# 愛傷
『愛傷』（あいしょう）は、1926年（大正15年）に日本で製作・公開されたサイレント映画である。

## スタッフ
- 監督 : 石田民三
- 原作 : 米山露花
- 撮影 : 大塚周一

## キャスト
- 御園晴峰
- 原駒子
- 団徳麿
- 阪東太郎
- 河合静子